# Wernerella
Wernerella — рід грибів. Назва вперше опублікована 1998 року.

## Класифікація
До роду Wernerella відносять 3 види:
- Wernerella acarosporae
- Wernerella maheui
- Wernerella maheui